# Александер Пейн
Александер Пейн (англ. Alexander Payne; нар. 10 лютого 1961, Омаха, Небраска, США) —американський сценарист, продюсер, режисер, лауреат багатьох міжнародних кінопремій, зокрема «Оскар», «Золотий глобус», «Незалежний дух», «Готем».

## Біографія
Александер Пейн, уродженець Омахи, народився наймолодшою дитиною з трьох у грекоамериканській сім'ї. Його два дідусі були власниками мережі закладів харчування в Бірмінгемі як і його батько Джордж. Після того як у 1969 ресторан тата згорів, він очолив відділ реклами в місті Омаха. Найстарший син в сім'ї Ніколос страждав від наркотичної залежності та помер у 1995, середній — Джордж працює лікарем невідкладної допомоги в Північній Каліфорнії.
Пейн був учнем восьмого класу, коли його школу Clark Junior High сильно пошкодило торнадо 6 травня 1975. У 1979 він закінчив Підготовчу школу Крейтон.
Вищу освіту здобув у Стенфордському університеті за напрямком історія та іспанська. Поглибив знання з іспанської філології в Університеті Саламанки. У 1984 він вирішив вступити в Вищу школу журналістики при Колумбійському університеті, але зробив вибір на користь Каліфорнійського університету, який закінчив у 1990.

## Особисте життя
У Пейна були п'ятирічні стосунки з канадською акторкою корейського походження Сандрою О. Їхнє весілля відбулось у січні 2003. У березні 2005 було повідомлено, що вони вирішили розійтись. Офіційно пара розлучилася 22 грудня 2006, хоча вони ще мали залагодити фінансові питання.
У 2015 режисер одружився з молодою гречанкою Марією Контос, з якою познайомився роком раніше.

## Кар'єра

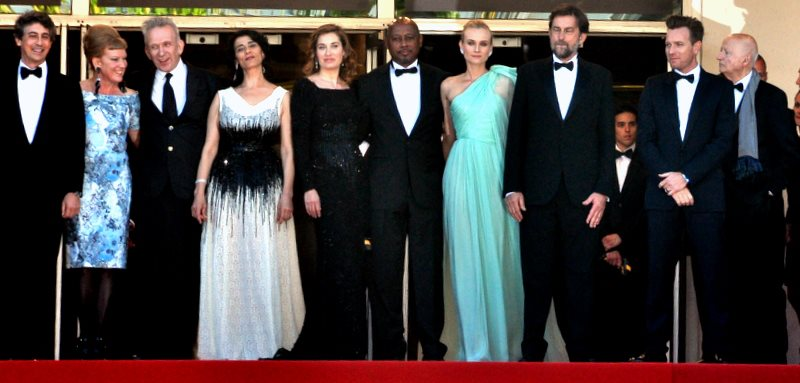
Александер Пейн (зліва) в складі журі Каннського кінофестивалю в 2012

Перший художній фільм, який привернув міжнародну увагу була комедійна драма «Громадянка Рут». У ній роль бідної безвідповідальної жінки виконала Лора Дерн. Наступна стрічка в жанрі комедії «Вибори» про ученицю Трейсі (Різ Візерспун), яка має намір перемогти на виборах президента школи, проте зустрічає опір з боку шкільного вчителя (Метью Бродерік).
У 2002 виходить фільм «Про Шмідта». Головний герой все своє життя працював у страховій компанії, після виходу на пенсії він переосмислює своє життя, відчуває непотрібність і незадоволеність. Ця історія приносить Пейну «Золотий глобус». У 2005 він знову стає лауреатом цієї премії, а також нагороди BAFTA і «Оскар» за найкращий адаптований сценарій, за яким Александер сам і зняв «На узбіччі».
Після виходу комедійної драми «Нащадки» в доробку Пейна з'являється ще одна статуетка «Оскара». Потім він працював над стрічкою «Небраска», головну роль у якому виконав Брюс Дерн.
У стрічці 2017 року «Зменшення» Александер Пейн виступив як режисер, продюсер і сценарист.

## Фільмографія
| Рік         | Назва українською                          | Оригінальна назва                  | Продюсер | Режисер | Сценарист | Примітки                                                           |
| ----------- | ------------------------------------------ | ---------------------------------- | -------- | ------- | --------- | ------------------------------------------------------------------ |
| 1985        | Оператор                                   | Carmen                             | Так      |         |           | короткометражний фільм                                             |
| 1991        | Пристрасть Мартіна                         | The Passion of Martin              | Так      | Так     | Так       |                                                                    |
| 1991        | Навиворіт                                  | Inside Out                         |          | Так     | Так       |                                                                    |
| 1992        | Навиворіт 3                                | Inside Out III                     |          | Так     |           |                                                                    |
| 1996        | Громадянка Рут                             | Citizen Ruth                       |          | Так     | Так       |                                                                    |
| 1999        | Вискочка                                   | Election ІІ                        |          | Так     | Так       |                                                                    |
| 2001        | Парк Юрського періоду 3                    | Jurassic Park III                  |          |         | Так       |                                                                    |
| 2002        | Про Шмідта                                 | About Schmidt                      |          | Так     | Так       |                                                                    |
| 2004        | На узбіччі                                 | Sideways                           |          | Так     | Так       |                                                                    |
| 2004        | Вбити президента: Замах на Річарда Ніксона | The Assassination of Richard Nixon | Так      |         |           | виконавчий продюсер                                                |
| 2006        | Проблеми Грей                              | Gray Matters                       | Так      |         |           | виконавчий продюсер                                                |
| 2006        | Париже, я люблю тебе                       | Paris, je t'aime                   |          | Так     | Так       | епізод «XIV округ: 14-й округ»                                     |
| 2007        | Мій тато псих                              | King of California                 | Так      |         |           |                                                                    |
| 2007        | Дикуни                                     | The Savages                        | Так      |         |           | виконавчий продюсер                                                |
| 2007        | Чак і Ларрі: Запальні молодята             | Now Pronounce You Chuck and Larry  |          |         | Так       |                                                                    |
| 2009 — 2011 | Жеребець                                   | Hung                               |          | Так     | Так       | серіал; виконавчий продюсер (26 епізодів), режисер (пілотна серія) |
| 2009        | На узбіччі                                 | Saidoweizu                         | Так      | Так     |           | виконавчий продюсер                                                |
| 2011        | Зовсім не бабій                            | Cedar Rapids                       | Так      |         |           |                                                                    |
| 2011        | Нащадки                                    | The Descendants                    | Так      | Так     | Так       |                                                                    |
| 2011        |                                            | L Train                            | Так      |         |           | короткометражний фільм; виконавчий продюсер                        |
| 2012        |                                            | Breaking Night                     | Так      |         |           | короткометражний фільм; виконавчий продюсер                        |
| 2013        | Небраска                                   | Nebraska                           |          | Так     |           |                                                                    |
| 2014        | Куміко — мисливиця за скарбами             | Kumiko, the Treasure Hunter        | Так      |         |           | виконавчий продюсер                                                |
| 2014        |                                            | Run Fast                           | Так      |         |           | короткометражний фільм; виконавчий продюсер                        |
| 2017        |                                            | Crash Pad                          | Так      |         |           | виконавчий продюсер                                                |
| 2017        | Зменшення                                  | Downsizing                         | Так      | Так     | Так       |                                                                    |
| 2023        | Залишені                                   | The Holdovers                      |          | Так     |           |                                                                    |